# Finnångeltjärnarna (Undersåkers socken, Jämtland, 699755-135991)
Finnångeltjärnarna är en sjö i Åre kommun i Jämtland och ingår i Indalsälvens huvudavrinningsområde. Finnångeltjärnarna ligger i Vålådalen Natura 2000-område.